# کارپین
کارپین (به انگلیسی: Carpaine) با فرمول شیمیایی C۲۸H۵۰N۲O۴ یک ترکیب شیمیایی با شناسه پاب‌کم ۴۴۲۶۳۰ است. که جرم مولی آن ۴۷۸٫۷۰ g/mol می‌باشد. 